# 황광성
황광성(1942년 9월 13일 ~ ) 은 대한민국 태권도의 사범이자, 국제 태권도 연맹 (ITF)의 저명한 간부이며 한미태권도연맹(KATU)의 회장직을 맡고 있다.